# Martina Gedeck
Martina Gedeck, née le 14 septembre 1961 à Munich, est une actrice allemande.

## Biographie
Martina Gedeck passe son enfance à Landshut en Bavière, puis, dès sept ans, à Berlin où elle étudie de 1982 à 1986 à l'université des Arts (Hochschule der Künste Berlin). Elle partage sa vie avec l'acteur Ulrich Wildgruber (de) jusqu'à sa mort en 1999. Depuis 2005, elle vit à Berlin avec le réalisateur suisse Markus Imboden avec qui elle a travaillé dans plusieurs productions cinématographiques. En 2002 elle reçoit deux fois le prix du film allemand (Deutscher Filmpreis).
Lors du Festival de Berlin 2003 elle est membre du jury. Dix ans plus tard, c'est lors du Festival de Venise 2013 qu'elle fait partie du jury international.

## Filmographie

### Cinéma

#### Longs métrages
- 1986 : In der Kälte der Sonne
- 1987 : Retouche : Laure
- 1988 : Goldjunge (de) : Brigitte Katzbach
- 1989 : Eine Frau für Alfie : Odette Ritter
- 1989 : Hard Days, Hard Nights : Goldi
- 1989 : Tiger, Löwe, Panther : Nicoletta / Löwe
- 1990 : Der doppelte Nötzli
- 1991 : Hausmänner : Helen
- 1992 : La Traque infernale : Maria
- 1993 : Barmherzige Schwestern : Klara
- 1993 : Krücke : Bronka
- 1994 : Les Nouveaux Mecs : Jutta
- 1994 : Nur eine kleine Affäre : Ingeborg
- 1995 : Das Schwein - Eine deutsche Karriere (de) : Wanda
- 1995 : Les Jeux à deux
- 1995 : Talk of the Town : Sabine Kirsch
- 1997 : La vie est un chantier : Lilo
- 1997 : Harald (de) : Rica Reichmann
- 1997 : Rossini : Serafina
- 1998 : Frau Rettich, die Czerni und ich (de) : Renate Czerni
- 1998 : La Boutique : Elvira
- 1998 : Women Don't Lie : Hannah
- 1999 : Alles Bob! (de) : Barbara
- 1999 : Grüne Wüste (de) : Doris
- 1999 : Lévi, le youpin : Fräulein Neuner
- 2001 : Chère Martha : Martha Klein
- 2004 : Sergeant Pepper : Martha Klein
- 2006 : La Vie des autres : Christa-Maria Sieland
- 2006 : Les Particules élémentaires : Christiane
- 2006 : Raisons d'État : Hanna Schiller
- 2006 : Eaux troubles (Sommer '04) : Miriam Franz
- 2006 : Un ami parfait : Marlène
- 2007 : Une avalanche de cadeaux : Sara Meinhold
- 2008 : Clara : Clara Schumann
- 2008 : La Bande à Baader : Ulrike Meinhof
- 2009 : Tris di donne & abiti nuziali (de) : Josephine Campanella
- 2010 : Agnosia : Prevert
- 2010 : Jud Süss - Film ohne Gewissen : Anna Marian
- 2011 : Bastard (de) : Claudia Meinert
- 2012 : Le Mur invisible : Woman
- 2012 : The Door : Magda
- 2013 : Cœur léger, cœur lourd : Valerie / Bettina
- 2013 : La Religieuse : Madame Simonin, mère de Suzanne
- 2013 : Night Train to Lisbon : Mariana
- 2013 : Ton absence : Helke (en tant que Martina Friederike Gedeck)
- 2014 : Das Ende der Geduld (de) : Corinna Kleist
- 2015 : I'm Off Then : Stella
- 2015 : La Reine-garçon : Maria Eleonora
- 2015 : Tannbach (de) : Hilde Vöckler
- 2016 : Le journal d'Anne Frank (de) : Edith Frank
- 2016 : Original Bliss : Helene Brindel
- 2017 : Tannbach II
- 2017 : Wir töten Stella (de) : Anna
- 2018: Zwei Herren im Anzug
- 2018: Geister der Weihnacht (de) (Sprecherin)
- 2019: Herzjagen (de)
- 2019: Und wer nimmt den Hund? (de)
- 2022: Wunderschön (de)
- 2022: Die stillen Trabanten
- 2023: Die Verteidigerin – Der Gesang des Raben
- 2023: Daheim in den Bergen (de) – Die Zweitgeborenen
- 2023: Daheim in den Bergen – Alte Pfade – Neue Wege (de)
- 2024: Daheim in den Bergen – Wunsch und Wirklichkeit (de)
- 2024: Woodwalkers (de)

#### Courts métrages
- 1995 : How I Got Rhythm

### Télévision

#### Séries télévisées
- 1974 : Denkste!?
- 1988 : l'Enquêteur (Der Fahnder) : Stefanie
- 1989 : Euroflics : Nina
- 1989-1991 : Un cas pour deux : Angela Düllmann / Moni Molinski
- 1989-1993 : Schulz & Schulz (de) : Britta
- 1990-1994 : Liebling Kreuzberg : Ria Hegenbach
- 1991 : Leo und Charlotte : Sylvie
- 1992 : Les Routiers : Nicole Schneider
- 1992 : Unser Lehrer Doktor Specht (de) : Ramona
- 1992 : Wolff, police criminelle : Anna Corell
- 1993 : Auf eigene Gefahr (de)
- 1993 : Der Hausgeist (de) : Elisabeth Hutter
- 1993 : Familie Heinz Becker (de) : Renate
- 1993 : Kommissar Klefisch (de) : Renate Marx
- 1994 : Commissaire Léa Sommer : Petra Zöller
- 1994 : En quête de preuves : Dr. Ruth Klinger
- 1994-1995 : Docteur Markus Merthin : Angelika
- 1995 : L'As des privés (it) : Rita Bertram
- 1995 : Faust (de) : Nicole Olvermann
- 1996 : Adelheid und ihre Mörder : Erika Fissler
- 1996 : Alles außer Mord (de) : Liane Farian
- 1996 : Rosa Roth (de) : Mona
- 1997 : Bella Block (de) : Frau Meng
- 1997 : Soko brigade des stups : Edith Wilcke
- 1997 : Solo für Sudmann (de) : Michaela Kroll
- 1998-1999 : Die Harald Schmidt Show : Elle-même
- 2006 : Beckmann (de) : Elle-même
- 2006 : Gero von Boehm begegnet... : Elle-même
- 2007 : Wetten, dass..? : Elle-même
- 2008 : Anne Will (de) : Elle-même
- 2010 : Tatort : Jana Maitner
- 2013 : Brisant (de) : Elle-même
- 2013 : Janela Indiscreta : Elle-même
- 2013 : kinokino (de) : Elle-même
- 2017 : Au cœur de la nuit
- 2017 : Willkommen Österreich (de) : Elle-même
- 2018: Arthurs Gesetz (de)
- 2020: L'Empire Oktoberfest

#### Téléfilms
- 1987 : Aquaplaning
- 1988 : Die Beute (de) : Nelly
- 1992 : Endstation Harembar (de) : Vicky
- 1992 : Mutter und Söhne (de) : Susanne Stoller
- 1993 : Leo und Charlotte : Sylvie
- 1995 : Dame Gretl : Hölleisenretl
- 1995 : Man(n) sucht Frau (de) : Frau im Park
- 1995 : Wer Kollegen hat, braucht keine Feinde (de) : Sylvie Schmidtbauer
- 1996 : Der schönste Tag im Leben (de) : Waltraut
- 1997 : Der Neffe : Isabella
- 1997 : Lea Katz - Die Kriminalpsychologin: Das wilde Kind : Lea Katz
- 1997 : Lea Katz - Die Kriminalpsychologin: Einer von uns : Lea Katz
- 1998 : Single Bells (de) : Kati Treichl
- 1999 : Die beste Party - Heimatabend 1999
- 1999 : Ich habe nein gesagt : Doris Wengler
- 1999 : Le plongeon de Véra : Vera Kemp
- 2000 : Happy Hour oder Glück und Glas : Greta Steinwendner / Ladiner
- 2000 : O Palmenbaum (de) : Kati Treichl
- 2001 : Cœurs croisés : Helen Dubbs
- 2001 : Private Lies de Sherry Hormann : Sarah
- 2001 : Roméo : Lotte Zimmermann
- 2002 : 1809 Andreas Hofer - Die Freiheit des Adlers (de) : Lebzelter-Mariandl
- 2002 : Die Mutter : Vera Zardiss
- 2002 : Terre perdue : Maria Kaindl
- 2003 : Geheime Geschichten
- 2003 : Ins Leben zurück : Clara Lorenz
- 2003 : Une femme sans attache : Paula
- 2004 : Das blaue Wunder : Thea Eiselt
- 2004 : Feuer in der Nacht : Paola Winkler
- 2004 : Giacomo Casanova : Madame De Roll
- 2004 : Hunger auf Leben (de) : Brigitte Reimann
- 2004 : La piqûre du Scorpion : Anne Stein
- 2005 : Liebe nach dem Tod (de)
- 2005 : Spiele der Macht - 11011 Berlin (de) : Prof. Sara M. Kardow
- 2006 : Brecht-Gala: Ungeheuer oben! : Elle-même
- 2006 : Ensemble pour l'éternité : Paula Schmitt
- 2006 : Salam Cinema: Die iranische Familie Makhmalbaf und ihre Filme : Narrator (voice)
- 2007 : Abandonnés : Claudia
- 2009 : Sissi : Naissance d'une impératrice : Erzherzogin Sophie
- 2010 : Aghet : 1915, le génocide arménien : Alma Johansson
- 2012 : Halbe Hundert (de) : Anne Kater
- 2013 : Die Auslöschung (de) : Judith Furmann
- 2016 : La Leçon de violon : Clara
- 2016 : Terror - Ihr Urteil (de) : Staatsanwältin Frau Nelson
- 2021: Endlich Witwer – Forever Young (de)
- 2022: Wo ist meine Schwester? (de)

## Distinctions
- Prix du cinéma européen

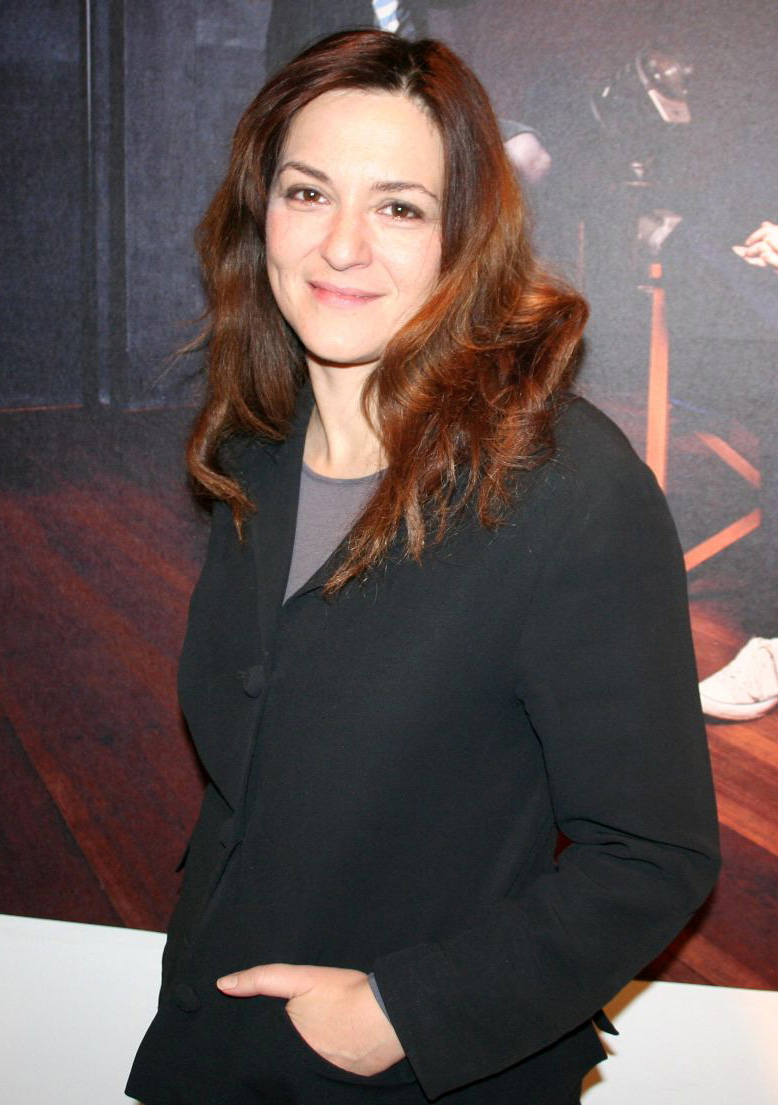
Martina Gedeck en janvier 2009.

  - 2006 meilleure actrice, La Vie des autres, nommée
  - 2002 Meilleure actrice, Chère Martha, nommée
- Festival international du film de Berlin
  - 2007 Meilleur Ensemble, The Good Shepherd
- Prix du film allemand
  - 2006 Meilleure actrice, Les Particules élémentaires, nommée
  - 2002 Meilleure actrice, Chère Martha
  - 1997 meilleur second rôle féminin, Rossini
- Prix Adolf Grimme
  - 2004, Meilleure actrice, Zurück ins Leben, nomination
  - 2002, Meilleure actrice, Romeo
  - 1998, Meilleure actrice, Der Neffe, Bella Block
  - 1995, Menlleur Ensemble, Nur eine kleine Affaire
- Prix de la critique allemande
  - 2003, Meilleure actrice, Chère Martha
- Prix de la télévision allemande
  - 2004, Meilleure actrice, Hunger auf Leben
- Caméra d'or
  - 2003, Meilleure actrice, Verlorenenes Land, Die Mutter
- Prix du film bavarois
  - 2007, Meilleure actrice, Messy Christmas
  - 1999 Meilleure actrice, Bons baisers du désert vert
- Prix d’excellence de la télévision bavaroise
  - 2000 Meilleure actrice, Meine besten Jahre
  - 1995 Meilleure actrice, Hölleisengretl
- Prix Jupiter
  - 2007 Meilleure actrice, Les Particules élémentaires
- Festival du Television, Baden-Baden
  - 2001 Prix collectif, Romeo
- Lion d'or
  - 1998, Meilleur second rôle féminin, Bella Block
  - 1997, Meilleure actrice, Der Neffe, nommée
- TeleStar
  - 1997 Meilleure actrice, Der Neffe
- Festival du film d’amour de Mons / Belgique
  - 2002 Meilleure actrice, Chère Martha
- International Filmfestival Kaluga, Russe
  - 2006 Meilleure actrice, Chère Martha
- Nastro d’Argento Europeo, Taormina Film Festival, Italia
  - 2007 Meilleure actrice, La vie des autres
- Premio Bacco, Notte delle Stelle, Italia
  - 2006 Meilleure actrice, Chère Martha
- BZ Kulturpreis
  - 2008 Prix d'excellence pour l’ensemble de son œuvre
- Diva Award
  - 2006 Hall of Fame, Prix d'excellence pour l’ensemble de son œuvre
- L'astéroïde (241475) Martinagedeck est nommé en son honneur.